# Brandon Hill
Brandon Hill är ett berg i republiken Irland.   Det ligger i grevskapet Kilkenny och provinsen Leinster, i den centrala delen av landet, 100 km sydväst om huvudstaden Dublin. Toppen på Brandon Hill är 515 meter över havet.